# モデスト・ブロコス
モデスト・ブロコス（Modesto Brocos y Gómez、1852年2月9日 – 1936年11月28日）は、スペイン生まれの画家、版画家である。ブラジルに帰化し、国立美術アカデミーの教授を務めた。

## 略歴
スペイン北部、ガリシア州のサンティアゴ・デ・コンポステーラの芸術好きの家庭に生まれた。祖父も父親も著述家で、兄のイシドロ・ブロコス(Isidoro Brocos Gómez: 1841-1914)は彫刻家になった。ア・コルーニャの美術学校で教える兄から美術を学んだ。18歳で美術学校を卒業した後、アルゼンチンに移り仕事を探したが、成功しなかった。2年後、ブラジルに移り、リオデジャネイロの穏健な共和主義の週刊雑誌「O Mequetrefe」のイラストレーターの仕事に就いた。雑誌社からの給料を学資にして、リオデジャネイロのブラジル帝国美術アカデミー（Academia Imperial de Belas Artes）に入学し、ビクトル・メイレレスやジョアン・ゼフェリーノ・ダ・コスタに学んだ。2年間、リオデジャネイロで学んだ後、ヨーロッパに戻り、パリ国立高等美術学校でアンリ・ラマンに学ぶが、その内容には不満で、マドリードの王立サン・フェルナンド美術アカデミーでも、しばらく学んだ後、1883年からローマに滞在した。故郷のア・コルーニャ市から研究員の資格を得た。
1890年までに作品を展覧会に出展し、国立美術学校(Escola Nacional de Belas Artes)に改名された、リオデジャネイロの美術学校の校長のロドルフォ・ベルナルデリ(Rodolfo Bernardelli:1852-1931)から教授に招聘された。ブラジルに帰化し、人物画の教授に就任し、その職を生涯続けた。その間、故郷のサンティアゴ・デ・コンポステーラの教会の装飾の仕事をするために短期間、スペインに帰国した。美術に関する著書も執筆した。

## 作品

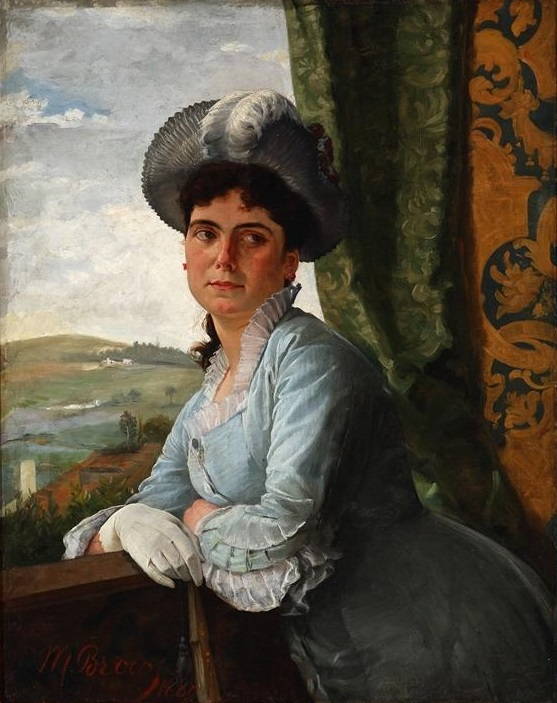
灰色の手袋をはめた女性(1880)
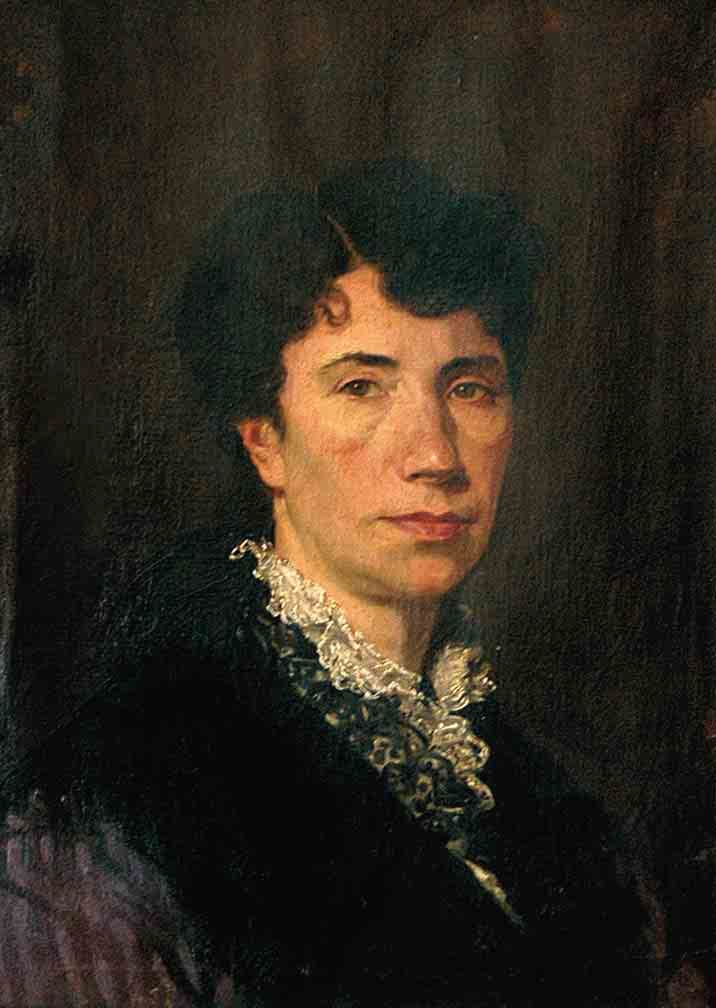
詩人ロサリア・デ・カストロの肖像画(1880)
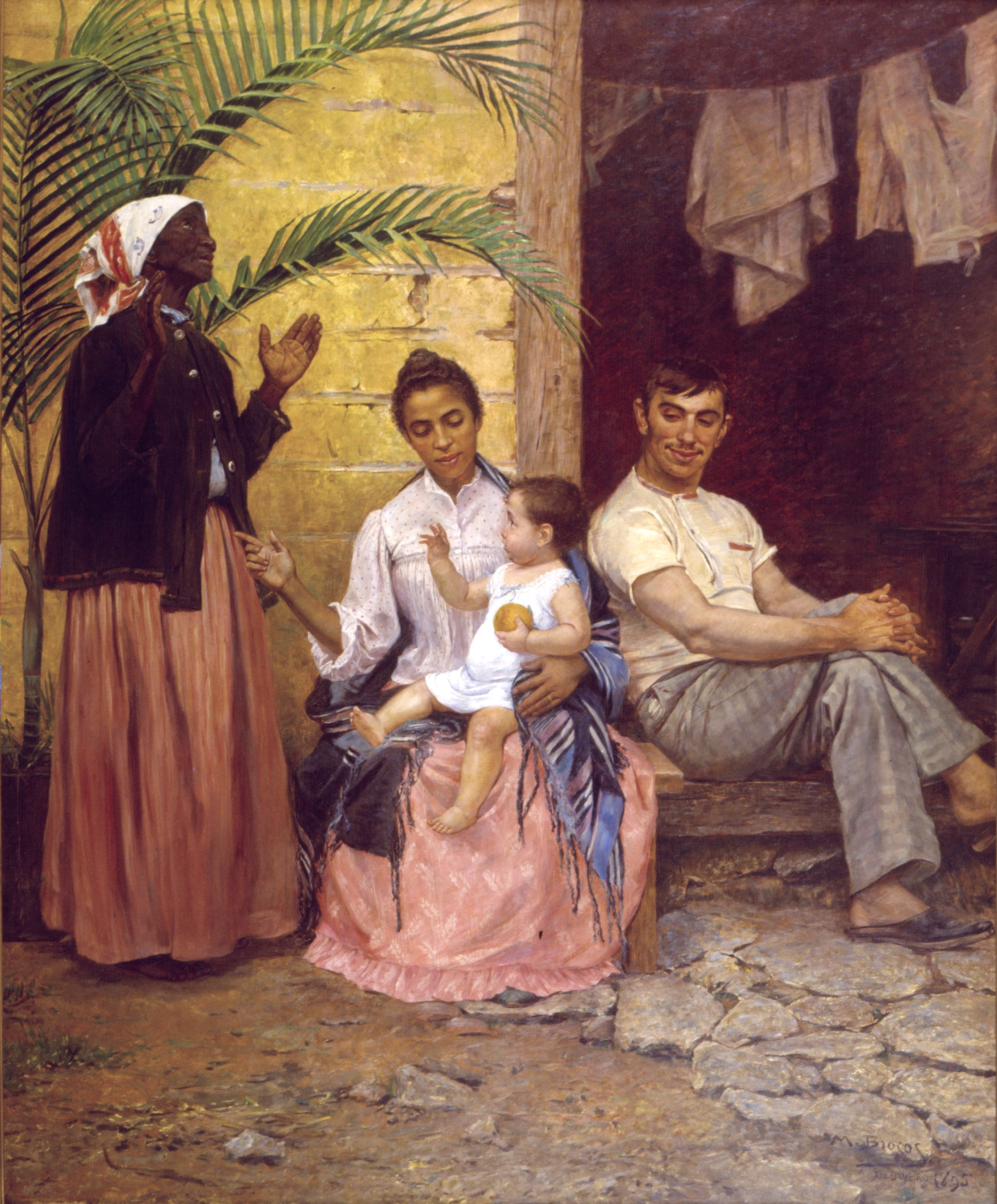
redenzione di cana(1895)
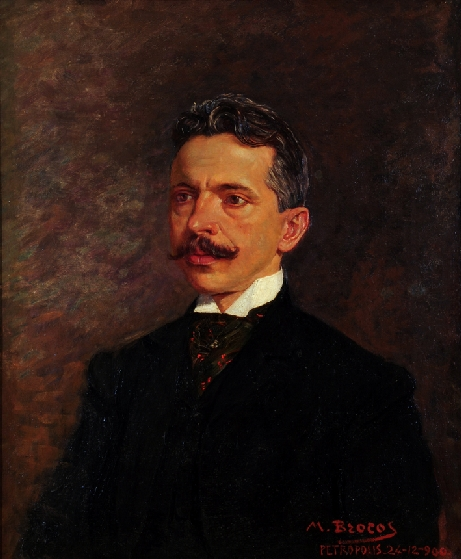
Alberto torres- 政治家(1900)

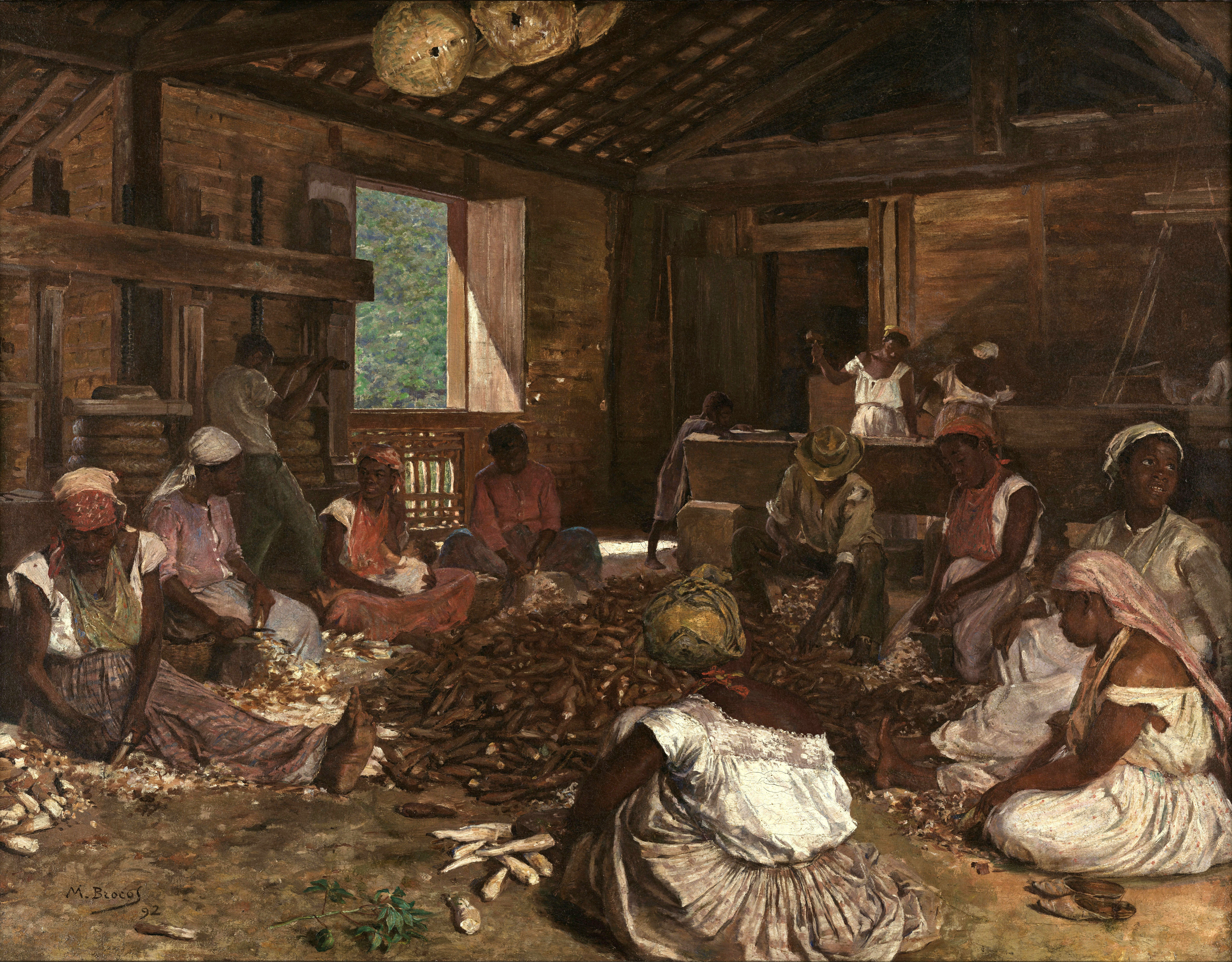
キャッサバを料理する人々
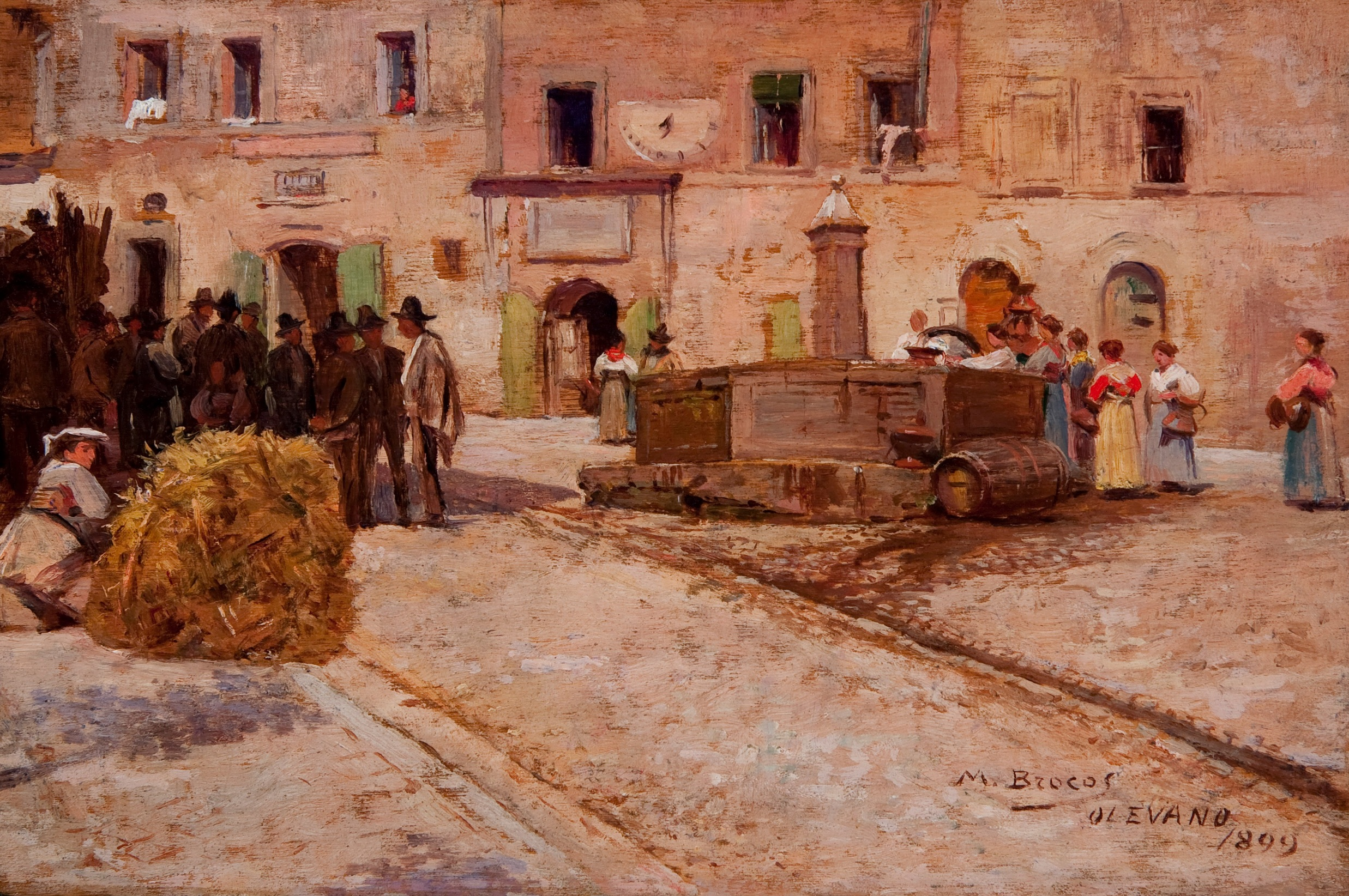
Olevano (1899)
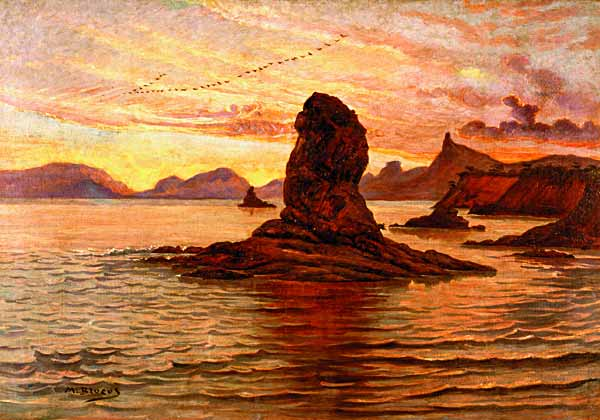
風景画

## 著書
- A questão do ensino de Bellas (美術教育の問題点)1915. Catalog entry @ the Biblioteca Central [1]
- Viaje a Marte（火星への旅）, Edit. Arte y Letras, 1930 @ Google Books [2]
- Retórica dos pintores（画家のレトリック）, Typ. D’A Industria do Livro, 1933

## 関連文献
- Francisco Pablos, Pintores gallegos del novecientos : Serafín Avendaño, Modesto Brocos, Roman Navarro ..., A Coruña, Fundación Pedro Barrié de la Maza : Editorial Atlántico, 1981 ISBN 84-85858-06-9